# Wingsail
Wingsail je aerodinamična struktura, ki se uporablja na jadrnicah. Po obliki je podobna letalskemu krilu. Geometrija wingsail-a proizvaja več vzgona in ima večje razmerje vzgon/upor kot tradicionalno jadro.
Večinoma se uporabljajo na tekmovanjih v hitrosti, kjer je potrebna majhna teža, zato je okvir izdelan in karbonskih vlaken.